# Ompok bimaculatus
Ompok bimaculatus es una especie de peces de la familia Siluridae en el orden de los Siluriformes.

## Morfología
• Los machos pueden llegar alcanzar los 45 cm de longitud  total.

## Distribución geográfica

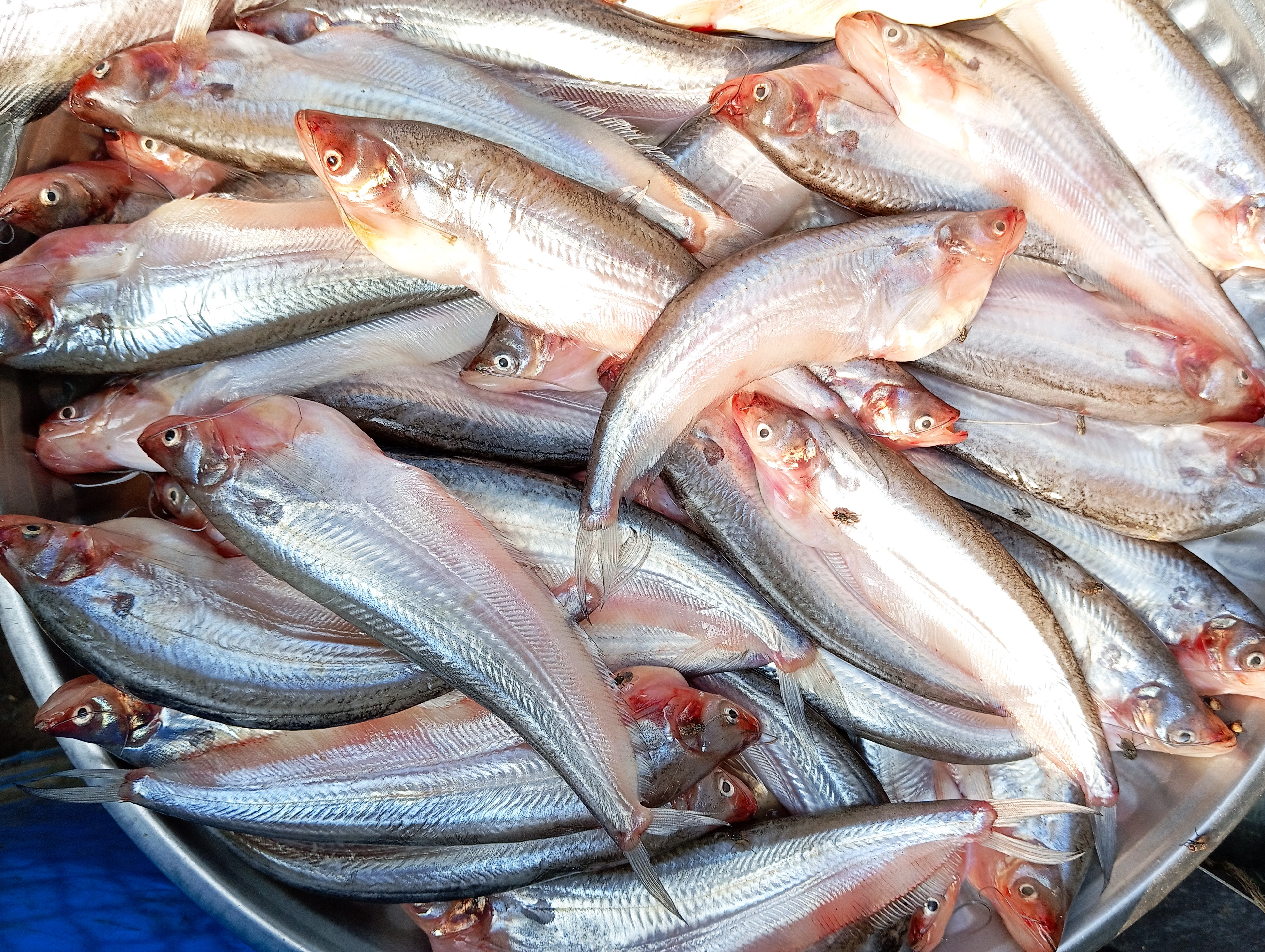
Ompok bimaculatus, West Bengal, India

Se encuentra desde el Afganistán hasta la China, Tailandia y Borneo, incluyendo los Ghats Occidentales (India).